# Vigezimalan
Vigezimalan (lat. vigesimus, viginti: dvadeset) ili vicezimalan (mat. koji za bazu ima broj 20; lat. vicesimus: po dvadeset) odnosno vicenalan - koji traje 20 godina (lat. vicennium: razdoblje od 20 godina).
U mnogim jezicima, naročito u Europi 20 je baza u jezičnoj strukturi imena određenih brojeva. Prema njemačkom jezikoslovacu Theu Vennemannu, vigezimalni sustav u Europi je baskijskog (vaskonskog) podrijetla koji se preko vaskonskih jezika proširio na druge europske jezike kao što su keltski jezici, francuski (quatre-vingts) i danski.
Prema drugoj teoriji, onoj Karla Menningera ovaj sustav su stvorili Normani te ga proširili Zapadnom Europom čiji dokaz počiva na keltskim jezicima koji često koriste vigezimalan sustav brojanja.
Vigezimalan brojni sustav - u matematici sustav računanja kojem je 20 brojna osnova.